# Château de Lux
Le château de Lux est une ancienne forteresse, maintes fois réaménagée à différentes époques. Il est situé à Lux en Bourgogne-Franche-Comté.

## Historique
Le premier château fort date probablement de la fin du XIIe siècle, après le don en 1184 du fief de Lux par le duc Hugues III de Bourgogne à Guy Ier de Til-Châtel avec la charge de le fortifier,.
Propriété, de la fin du XVe siècle au début du XVIIe siècle, de la famille de Mâlain, banquiers des ducs de Bourgogne, le château appartint ensuite aux gouverneurs de Bourgogne, de 1646 à 1668 au prince de Condé. 
Claude du Housset, marquis de Til-Châtel en devient alors propriétaire. Avec son épouse, née Marie d'Aguesseau, ils en dotent leur nièce Catherine d'Aguesseau lorsqu'elle épouse, en 1683, Charles de Saulx-Tavannes, dont la descendance va conserver le domaine durant presque trois siècles.
La construction du château est attribuée au début du XVIe siècle, en remplacement d'un château fort plus ancien dont quelques éléments subsistent. Il se compose principalement d'un long corps de logis bâti en pierre du pays. L'une des deux façades est encadrée par deux petits pavillons de plan carré, l'autre par deux tours d'inégale grosseur. 
La porte d'entrée côté parc comporte un décor sculpté : elle est encadrée de pilastres cannelés et surmontée d'un cartouche sculpté cantonné par deux colonnes et autrefois armorié.
A l'intérieur, subsistent des vestiges des fresques qui ornaient les murs du château à sa reconstruction.
Dans le parc, sont deux autres tours isolées et une chapelle.
Edme de Mâlain s’illustra, en 1595, à la bataille de Fontaine-Française. Le roi Henri IV avait fixé à Lux un premier rendez-vous à ses troupes, « maison du baron dudit Lux, assise sur la rivière de la Tille », le matin du 5 juin, pour marcher ensemble contre le duc de Mayenne et le connétable de Castille, venus de Franche-Comté avec leur armée pour secourir les ligueurs enfermés dans le château de Dijon. « Ayant de la contradiction entre les advis qu’elle y trouva, [Sa Majesté] se résolut d’y repaistre deux heures » avant de repartir de Lux à une heure de l’après-midi. La bataille se joue à l'est de Fontaine-Française lorsque le maréchal de Biron et le baron de Lux, ayant chargé à la tête de leurs cavaliers les premiers ennemis aperçus, se trouvent soudain en grave infériorité, Lux renversé de son cheval, Biron encerclé. C’est alors qu’Henri IV entre lui-même dans la mêlée, entraînant sa petite troupe vers la victoire. Au soir de la bataille le roi revient loger au château de Lux. Edme de Mâlain, qui avait ensuite accédé aux plus grands honneurs (lieutenant général en Bourgogne et en Bresse, gouverneur de la Bastille, superintendant des finances du royaume), connut cependant une fin tragique au cours des luttes d’influence qui marquèrent la régence de Marie de Médicis. Provoqué par le chevalier de Guise, plus jeune frère du duc, il périt le 5 janvier 1613 au cours d’un duel que les contemporains considérèrent aussitôt comme un assassinat. Pour mettre un comble au malheur de la maison de Lux son fils unique, Claude de Mâlain, qui avait jugé de son devoir d’appeler en duel le chevalier pour tirer vengeance de la mort de son père, y fut tué à son tour, le 31 janvier 1613, alors qu’il n’avait que 20 ans. Comme Edme portait la croix du Saint-Esprit le jour où il avait succombé, on fit le mauvais jeu de mots de dire que le chevalier de Guise avait tué le père, le fils et le Saint-Esprit.
La famille de Saulx-Tavannes conserva le château après la Révolution et ses descendants, en dernier lieu le prince Meli Lupi de Soragna, l'habitèrent jusqu'à sa vente, en 1979.
Le château reçut plusieurs fois la famille Quirot de Corbeton. Nicolas Quirot, chevalier de Corbeton, commissaire des guerres de Turin, chevalier de l'ordre de Saint-Louis, chevalier de la Légion d'honneur et ami de la duchesse de Saulx-Tavannes, y décède en 1843.

### Protection
Le château, la chapelle et les vestiges du XIIIe siècle font l’objet d’une inscription au titre des monuments historiques depuis un arrêté du 8 janvier 1946.

## Nouvelles
Une nouvelle du recueil des Aquatiques de J. Pittet (2016), "La mule de velours vert à talon rouge", se déroule au château de Lux. Elle raconte la disparition mystérieuse dans une pièce fermée de l'intérieur de Marie-Catherine d'Aguesseau, comtesse de Saulx (1729), dont le corps n'a jamais été retrouvé :
"Des rives sablonneuses de la rivière Tille, poudrées de blanc, à un arpent à l'est, on distingue, prise dans une sorte de carcan végétal, presque une forêt, une bâtisse fort étrange. Imaginons une façade moderne et élégante flanquée d'antiques tourelles, se traînant tant bien que mal sur la gauche vers un fouillis de bâtiments disgrâcieux, que scellerait un gros donjon médiéval, fierté de toute la famille. Et pour faire bonne figure, jetons ici et là sur le terrain, devant le monstre, une ou deux grosses tours rescapées de l'enceinte disparue." (p. 3-4)

## Sources
- Françoise Vignier, Dictionnaire des Châteaux de France, Bourgogne et Nivernais, 1980, Paris, Berger-Levrault, p. 189.